# Джемал-паша Зогу
Джемал-паша Зогу, также известен как Джамал-Паша или Джамал-Паша Зоголли (1860—1911) — наследственный османский губернатор Мати в Албании. Отец короля Албании Ахмеда Зогу.

## Биография
Родился в 1860 году в замке Бургайет в районе Мати. Третий сын Джелал-Паши Зоголли. Он получил образование в частном порядке и после смерти своего старшего брата Ризы стал наследственным губернатором Мати в Албании.
В 1880 году в Мати женился на своей кузине Зенье Малике Ханум (Мелеек Ханем) (1860, замок Бургайет — 1884, замок Бургайет). Она в 1884 году умерла при родах. В 1887 году вторично женился в Мати на Садиже Ханум Топтани (1876—1934), дочери Салих-Бея Топтани и сестре Эссад-паши Топтани. Позднее она стала именоваться «Nëna Mbretëreshë e Shqiptarëvet» («Королева-мать албанцев»).
Джемал-паша Зогу был вовлечен в восстание против османского владычества, запланированное на июль 1903 года, которое так и не состоялось.

## Дети
- Принц Джелал-бей Зогу (14 мая 1881, замок Бургайет — 26 февраля 1944, Стамбул) — от первого брака

От второго брака:
- сын, скончался в младенчестве
- Зогу I (8 октября 1895 — 9 апреля 1961), 2-й президент Албании (1925—1928) и 1-й король Албании (1928—1939)
- Принцесса Адиля (25 февраля 1894, Бургайет, Мати — 1966, Париж)
- Принцесса Нафиса (12 сентября 1900, Бургайет, Мати — 21 марта 1955, Каир)
- Принцесса Ксения (15 ноября 1903, Бургайет, Мати — 15 апреля 1969, Канны)
- Принцесса Муза Джан (10 ноября 1909, Бургайет, Мати — 10 апреля 1969, Канны)
- Принцесса Руджия (23 декабря 1910, Бургайет, Мати — 31 января 1948, Каир)
- Принцесса Маджида (8 октября 1911, Бургайет, Мати— 12 октября 1970, Канны)